# Zusammengesetzte Zahl

Natürliche Zahlen von 0 bis 100; die zusammengesetzten Zahlen sind grün markiert

Eine zusammengesetzte Zahl ist eine natürliche Zahl, deren Primfaktorzerlegung aus mindestens zwei Faktoren besteht. Sie bilden damit neben der Zahl 1, die eine Sonderrolle einnimmt, innerhalb der natürlichen Zahlen das Gegenstück zu den Primzahlen. Ebenso wie allgemeiner Primelemente in Ringen, wie z. B. den ganzen oder den gaußschen Zahlen, untersucht werden, können auch dort zusammengesetzte Zahlen betrachtet werden.

## Definition
Sei {\displaystyle n\in \mathbb {N} }. Dann existiert ein (bis auf die Reihenfolge der Faktoren) eindeutiges Produkt aus Primzahlen, so dass {\displaystyle n=\prod _{i=1}^{k}{p_{i}}} mit Primzahlen {\displaystyle {p_{1}},\ldots ,{p_{k}}}, {\displaystyle k\in \mathbb {N} _{0}}, wobei einzelne Primzahlen auch mehrmals auftauchen können ({\displaystyle p_{i}=p_{j}} mit {\displaystyle i\neq j}). Die Zahl {\displaystyle n} ist genau dann zusammengesetzt, wenn {\displaystyle k>1}.

## Eigenschaften
- Mit Ausnahme der Zahl Eins ist jede natürliche Zahl entweder eine Primzahl oder zusammengesetzt.
- Jede positive gerade Zahl außer der Zwei ist zusammengesetzt.
- Zusammengesetzte Zahlen können auch als Fastprimzahlen mindestens zweiter Ordnung bezeichnet werden.
- Die Zahlen 0 und 1 sind weder prim noch zusammengesetzt. Während man die 0 aus diesen Betrachtungen völlig ausklammert, ordnet man der 1 das leere Produkt zu.
- Die Folge der zusammengesetzten Zahlen beginnt mit: 4, 6, 8, 9, 10, 12, 14, 15, 16, 18, 20, 21, 22, 24, 25... (Folge A002808 in OEIS)

## Sätze
- Fundamentalsatz der Arithmetik
- Für jede zusammengesetzte Zahl {\displaystyle n>5} gilt: {\displaystyle (n-1)!\equiv 0{\pmod {n}}}, siehe auch Satz von Wilson